# 2016年リオデジャネイロオリンピックのシンガポール選手団
2016年リオデジャネイロオリンピックのシンガポール選手団（2016ねんリオデジャネイロオリンピックのシンガポールせんしゅだん）は、2016年8月5日から8月21日にかけてブラジルのリオデジャネイロで開催された2016年リオデジャネイロオリンピックのシンガポール選手団、およびその競技結果。

## 概要
今大会は金メダル1個、合計1個のメダルを獲得した。
競泳男子100mバタフライでジョセフ・スクーリングが金メダルを獲得し、シンガポールはオリンピック初の金メダルを獲得した。

## 選手団
- 人員: 選手 25人
- 開会式旗手: ジ・リャン・デレク・ウォン

## メダル獲得者
| メダル | 名前                   | 競技 | 種目               | 日付（現地） |
| ------ | ---------------------- | ---- | ------------------ | ------------ |
| 金     | ジョセフ・スクーリング | 競泳 | 男子100mバタフライ | 8月12日      |

## 種目別選手・スタッフ名簿及び成績

### 陸上競技
- ジン・ウェイ・ティモシー・ヤップ（男子100m）10秒79 予選敗退
- ネオ・ジエ・シー（女子マラソン）3時間15分18秒 131位

### バドミントン
- ジ・リャン・デレク・ウォン（男子シングルス）予選グループ敗退
- リャン・シャオユ（女子シングルス）予選グループ敗退

### ボート
- サイーダ・モハメド・ラファイー（女子シングルスカル）7分55秒73 23位

### セーリング
- レオナルド・オン（男子RS:X級）362、35位
- コリン・チェン（男子レーザー級）160、20位
- オードリー・ヨン（女子RS:X級）266、25位
- エリザベス・イン（女子レーザーラジアル級）193、26位
- ジョヴィナ・チュー、アマンダ・ヌグ（女子470級）166、20位
- グリセルダ・クン、サラ・タン（女子49er級）135、15位
- ジャスティン・リウ、デニス・リム（混合ナクラ級）157、19位

### 射撃
- サー・シン・ウェイ・ジャスミン
  - （女子10mエアライフル）413.5 予選敗退
  - （女子50mライフル3姿勢）568 予選敗退
- テオ・シュン・シエ
  - （女子10mエアライフル）375 予選敗退
  - （女子25mピストル）571 予選敗退

### 競泳
- クア・ツェン・ウェン
  - （男子100m背泳ぎ）54秒38 予選敗退
  - （男子100mバタフライ）52秒26 準決勝敗退
  - （男子200mバタフライ）1分56秒11 準決勝敗退
- ジョセフ・スクーリング
  - （男子100m自由形）48秒70 準決勝敗退
  - （男子100mバタフライ）50秒39 大会新  金メダル
- クア・ティン・ウェン（女子100mバタフライ）1分00秒88

### 卓球
- チェン・フェン（男子シングルス）1回戦敗退
- 高寧（男子シングルス）2回戦敗退
- 馮天薇（女子シングルス）準々決勝敗退
- ユー・モンユー（女子シングルス）準々決勝敗退
- 馮天薇、ユー・モンユー、周一涵（女子団体）3位決定戦敗退